# Yūki Ōta
Yuki Ota, född den 25 november 1985 i Ōtsu, Shiga prefektur, Japan, är en japansk fäktare som bland annat tog OS-silver i herrarnas lagtävling i florett i samband med de olympiska fäktningstävlingarna 2012 i London.